# Múgica
Múgica è un comune del Messico, situato nello stato di Michoacán, il cui capoluogo è la località di Nueva Italia de Ruiz.